# 西田たか子
西田たか子（にしだ たかこ、1月13日 -　）は日本のタレント。
関根勤が座長を務めるカンコンキンシアターの出演者でもある。一時期は、お笑いコンビ「アバンギャル'S」のボケ担当として、お笑いタレントの活動も行っていた。

## 来歴・人物
東京都出身。カンコンキンシアターの新人女優オーディションに合格しデビュー。一緒に合格したメンバーには富田真央、中村英香がいる。この直後に関根座長と小堺一機のラジオ番組『コサキンDEワァオ!』（TBSラジオ）にもゲスト出演し、質問コーナーで「自分は誰に似てると思いますか?」→「おしんの小林綾子」、「好きな男性のタイプは?」→「ひ弱でちょっと暗い、枯れ枝みたいな人」、「宝物は地蔵」などと答えていた他、「ぽぽぽぽ」といった笑い方をしたり、飯尾和樹（ずん）に対して7月に年賀状を渡すなどの変わった言動がこの番組中で盛り上がり、度々取り上げられたということがあった。
2006年6月1日から2012年12月まで、アバンギャル'Sのメンバーとしても活動。お笑いだけでなく、ライブ、イベントの司会としても出演することもあった。

## 出演

### テレビ
- タモリのネタでNIGHTフィーバー!（フジテレビ）
- サタッぱち 古舘の日本上陸（テレビ朝日）
- ウラ関根TV（テレビ東京）
- 関根&キャイ〜ンの温泉だよ! 大乱れスペシャル（TBSテレビ）
- 関根勤5ミニッツ・パフォーマンス（BSフジ、シーズン2より）
- ぺっこり! ずんパラダイス（スカパーHD EXエンタテイメントチャンネル）

### ラジオ
- コサキンDEワァオ!（TBSラジオ）
- 関根勤のカンコンキンラジオ〜ポァ〜ンと聞いてネ!!〜（文化放送）

### 舞台
- 2011年1月、演劇ユニット男気ファンタジスタ公演「サクラ咲く サクラ咲け」に出演